# Coupe du monde féminine de volley-ball 1973
Navigation
Coupe du monde 1977
La première Coupe du monde de volley-ball féminin a eu lieu en Uruguay du 18 au 28 octobre 1973.

## Formule de compétition
La Coupe du monde de volley-ball 1973 a regroupé 10 équipes. Elle se compose des champions de 3 continents (Amérique du Nord, Amérique du Sud, Europe), de 2 vice-champions, du pays organisateur et de quatre équipes invitées.

## Équipes présentes
- Uruguay : organisateur
- Cuba : champion d'Amérique du Nord
- Pérou : champion d'Amérique du Sud
- URSS : champion d'Europe
- Canada : vice-champion d'Amérique du Nord
- Brésil : vice-champion d'Amérique du Sud
- États-Unis : 3e au championnat d'Amérique du Nord
- Argentine
- Corée du Sud
- Japon

## Tour préliminaire

### Poule A
| No | Équipe    | Points | Matches | Matches | Sets | Sets   | Sets  |
| No | Équipe    | Points | gagnés  | perdus  | pour | contre | Ratio |
| -- | --------- | ------ | ------- | ------- | ---- | ------ | ----- |
| 1. | Japon     | 8      | 4       | 0       | 12   | 0      | MAX   |
| 2. | Pérou     | 7      | 3       | 1       | 9    | 4      | 2,250 |
| 3. | Canada    | 6      | 2       | 2       | 7    | 6      | 1,167 |
| 4. | Argentine | 5      | 1       | 3       | 3    | 9      | 0,333 |
| 5. | Uruguay   | 4      | 0       | 4       | 0    | 12     | 0,000 |

### Poule B
| No | Équipe       | Points | Matches | Matches | Sets | Sets   | Sets  |
| No | Équipe       | Points | gagnés  | perdus  | pour | contre | Ratio |
| -- | ------------ | ------ | ------- | ------- | ---- | ------ | ----- |
| 1. | URSS         | 8      | 4       | 0       | 12   | 0      | MAX   |
| 2. | Corée du Sud | 7      | 3       | 1       | 9    | 3      | 3,000 |
| 3. | Cuba         | 6      | 2       | 2       | 6    | 7      | 0,857 |
| 4. | États-Unis   | 5      | 1       | 3       | 4    | 9      | 0,250 |
| 5. | Brésil       | 4      | 0       | 4       | 0    | 12     | 0,000 |

## Phase Finale

### Places 5 à 8
|  | Tour de classement | Tour de classement |          |   | 5e place | 5e place |
|  | Tour de classement | Tour de classement |          |   | 5e place | 5e place |
|  |                    |                    |          |   |          |          |
|  | 26-10-73           | 26-10-73           |          |   | 27-10-73 | 27-10-73 |
|  | 26-10-73           | 26-10-73           |          |   | 27-10-73 | 27-10-73 |
|  | Canada             | 1                  |          |   | 27-10-73 | 27-10-73 |
|  | Canada             | 1                  |          |   | 27-10-73 | 27-10-73 |
|  | États-Unis         | 3                  |          |   | 27-10-73 | 27-10-73 |
|  | États-Unis         | 3                  | Canada   | 3 |          |          |
|  | 25-10-73           |                    | Canada   | 3 |          |          |
|  |                    | Argentine          | 0        |   |          |          |
|  | Cuba               | Argentine          | 0        | 3 |          |          |
|  | Cuba               |                    |          | 3 |          |          |
|  | Argentine          | 1                  |          |   |          |          |
|  | Argentine          | 1                  | 7e place |   |          |          |
|  |                    |                    |          |   |          |          |
|  | 27-10-73           |                    |          |   |          |          |
|  |                    |                    |          |   |          |          |
|  | États-Unis         | 1                  |          |   |          |          |
|  | États-Unis         | 1                  |          |   |          |          |
|  | Cuba               | 3                  |          |   |          |          |
|  | Cuba               | 3                  |          |   |          |          |

### Places 1 à 4
|  | Demi-finales                         | Demi-finales                         |                        |   | Finale                     | Finale                     |
|  | Demi-finales                         | Demi-finales                         |                        |   | Finale                     | Finale                     |
|  |                                      |                                      |                        |   |                            |                            |
|  | 25-11-73 (15-9 8-15 15-7 11-15 15-9) | 25-11-73 (15-9 8-15 15-7 11-15 15-9) |                        |   | 28-11-73 (5-15 9-15 11-15) | 28-11-73 (5-15 9-15 11-15) |
|  | 25-11-73 (15-9 8-15 15-7 11-15 15-9) | 25-11-73 (15-9 8-15 15-7 11-15 15-9) |                        |   | 28-11-73 (5-15 9-15 11-15) | 28-11-73 (5-15 9-15 11-15) |
|  | Japon                                | 3                                    |                        |   | 28-11-73 (5-15 9-15 11-15) | 28-11-73 (5-15 9-15 11-15) |
|  | Japon                                | 3                                    |                        |   | 28-11-73 (5-15 9-15 11-15) | 28-11-73 (5-15 9-15 11-15) |
|  | Corée du Sud                         | 2                                    |                        |   | 28-11-73 (5-15 9-15 11-15) | 28-11-73 (5-15 9-15 11-15) |
|  | Corée du Sud                         | 2                                    | Japon                  | 0 |                            |                            |
|  | 26-11-73                             |                                      | Japon                  | 0 |                            |                            |
|  |                                      | URSS                                 | 3                      |   |                            |                            |
|  | URSS                                 | URSS                                 | 3                      | 3 |                            |                            |
|  | URSS                                 |                                      |                        | 3 |                            |                            |
|  | Pérou                                | 0                                    |                        |   |                            |                            |
|  | Pérou                                | 0                                    | Match pour la 3e place |   |                            |                            |
|  |                                      |                                      |                        |   |                            |                            |
|  | 27-11-73 (15-12 15-13 15-3)          |                                      |                        |   |                            |                            |
|  |                                      |                                      |                        |   |                            |                            |
|  | Corée du Sud                         | 3                                    |                        |   |                            |                            |
|  | Corée du Sud                         | 3                                    |                        |   |                            |                            |
|  | Pérou                                | 0                                    |                        |   |                            |                            |
|  | Pérou                                | 0                                    |                        |   |                            |                            |

## Tableau final
| Place              | Équipe       |
| ------------------ | ------------ |
| Médaille d'or      | URSS         |
| Médaille d'argent  | Japon        |
| Médaille de bronze | Corée du Sud |
| 4                  | Pérou        |
| 5                  | Cuba         |
| 6                  | États-Unis   |
| 7                  | Canada       |
| 8                  | Argentine    |
| 9                  | Brésil       |
| 10                 | Uruguay      |